# Whoami
whoami – program, który po wpisaniu komendy w wierszu poleceń wyświetla informacje o aktualnie zalogowanym użytkowniku. Nazwa stanowi uproszczony zapis pytania Who am I? (z ang. „kim jestem?”).
Polecenie to działa zarówno w środowisku Unix/Linux, jak i Windows.

## Przykład użycia

### UNIX
```
# whoami
```

wyświetli
```
root
```

### Windows
```
whoami
```

wyświetli
```
domena\użytkownik
```

Jeśli pojawi się błąd o nieznanym poleceniu, wymagane jest zainstalowanie Whoami.exe (Windows 2000<) lub pakietu narzędzi dla użytkowników zaawansowanych (XP SP2) w lokalizacji C:\WINDOWS\system32\

#### Parametry
- /user - wyświetla użytkownika i jego SID (ang. session identifier - identyfikator sesji)
- /groups - wyświetla wszystkie nazwy grup
- /upn - wyświetla nazwę użytkownika w postaci (UPN)
- /fqdn - wyświetla nazwę użytkownika w postaci (FQDN)
- /priv - wyświetla uprawnienia
- /logonid - wyświetla identyfikator logowania
- /fo - formatuje wyświetlane dane

1. table - tabela
2. list - lista
3. cvs